# Haloŭtjyn
Haloŭtjyn är en belarusisk agropolis (tidigare småstad) belägen vid Vabitjån, i Bjalynitjys rajon i Mahiljoŭs voblast, 170 kilometer nordöst om Minsk och omkring 30 kilometer nordväst om Mahiljoŭ.

## Historia
Orten är känd för slaget vid Holowczyn den 4 juli 1708, då Karl XII med 12 500 man besegrade 39 000 ryssar. Segern räknas som en av Karl XII:s främsta.